# Giro dell'Emilia 1923
Il Giro dell'Emilia 1923, tredicesima edizione della corsa, si svolse il 15 luglio 1923 su un percorso di 265 km. La vittoria fu appannaggio dell'italiano Michele Gordini, che completò il percorso in 9h49'00", precedendo i connazionali Giuseppe Enrici e Pasquale Di Pietro.
I corridori che presero il via da Bologna furono 25, mentre coloro che tagliarono il medesimo traguardo furono 12.

## Ordine d'arrivo (Top 10)
| Pos. | Corridore            | Squadra         | Tempo    |
| ---- | -------------------- | --------------- | -------- |
| 1    | Michele Gordini      | Ganna           | 9h49'00" |
| 2    | Giuseppe Enrici      | Legnano-Pirelli | a 1'40"  |
| 3    | Pasquale Di Pietro   | -               | a 2'50"  |
| 4    | Rodolfo Romagnoli    | -               | a 12'00" |
| 5    | Giovanni Trentarossi | Berettini-Monza | a 32'10" |
| 6    | Antonio Candini      | -               | s.t.     |
| 7    | Luigi Mainetti       | -               | s.t.     |
| 8    | Gino Balestieri      | -               | s.t.     |
| 9    | Enea Dal Fiume       | -               | s.t.     |
| 10   | Antonio Tecchio      | -               | s.t.     |